# Ivo Machacka
Ivo Machacka (Brunico, 16 aprile 1963) è un allenatore di hockey su ghiaccio ed ex hockeista su ghiaccio italiano.

## Carriera
Nato a Brunico, ma di origine ceca, Machacka ha giocato per tutta la sua carriera, tra gli anni ottanta e novanta, con l'HC Brunico, sempre in serie A. Dei pusteresi, nella stagione 1994-1995, la sua ultima da giocatore, è stato anche capitano.
Dopo un periodo lontano dal ghiaccio, si è riavvicinato all'hockey allenando le giovanili del HC Val Pusteria dal 2011 al 2015, vincendo anche un titolo italiano under-16. Dal 2013 siede sulle panchine delle nazionali giovanili, dapprima la nazionale Under-16, poi la nazionale Under-18. 
Nell'estate del 2015 è stato promosso in prima squadra come secondo di Mario Richer. Ha ricoperto il ruolo per quattro stagioni, prima di passare al Cortina per allenare la squadra Under-19.
Nella stagione successiva, dopo le dimissioni di Giorgio De Bettin, venne promosso a head coach della prima squadra. I buoni risultati ottenuti convinsero la squadra a confermarlo anche per la stagione 2021-2022.
Dopo due stagioni coi veneti, è passato al Dobbiaco, in seconda serie. Venne confermato anche per la successiva stagione 2023-2024, ma venne esonerato già il 30 ottobre, con il Dobbiaco ultimo in classifica. Nel successivo gennaio 2024 è tornato al Val Pusteria come assistente di Kasper Vuorinen, fino al termine della stagione.